# Fournès
Fournès là một xã trong tỉnh Gard thuộc vùng Occitanie, phía nam nước Pháp. Xã Fournès nằm ở khu vực có độ cao trung bình 35 mét trên mực nước biển.